# Rattenschild

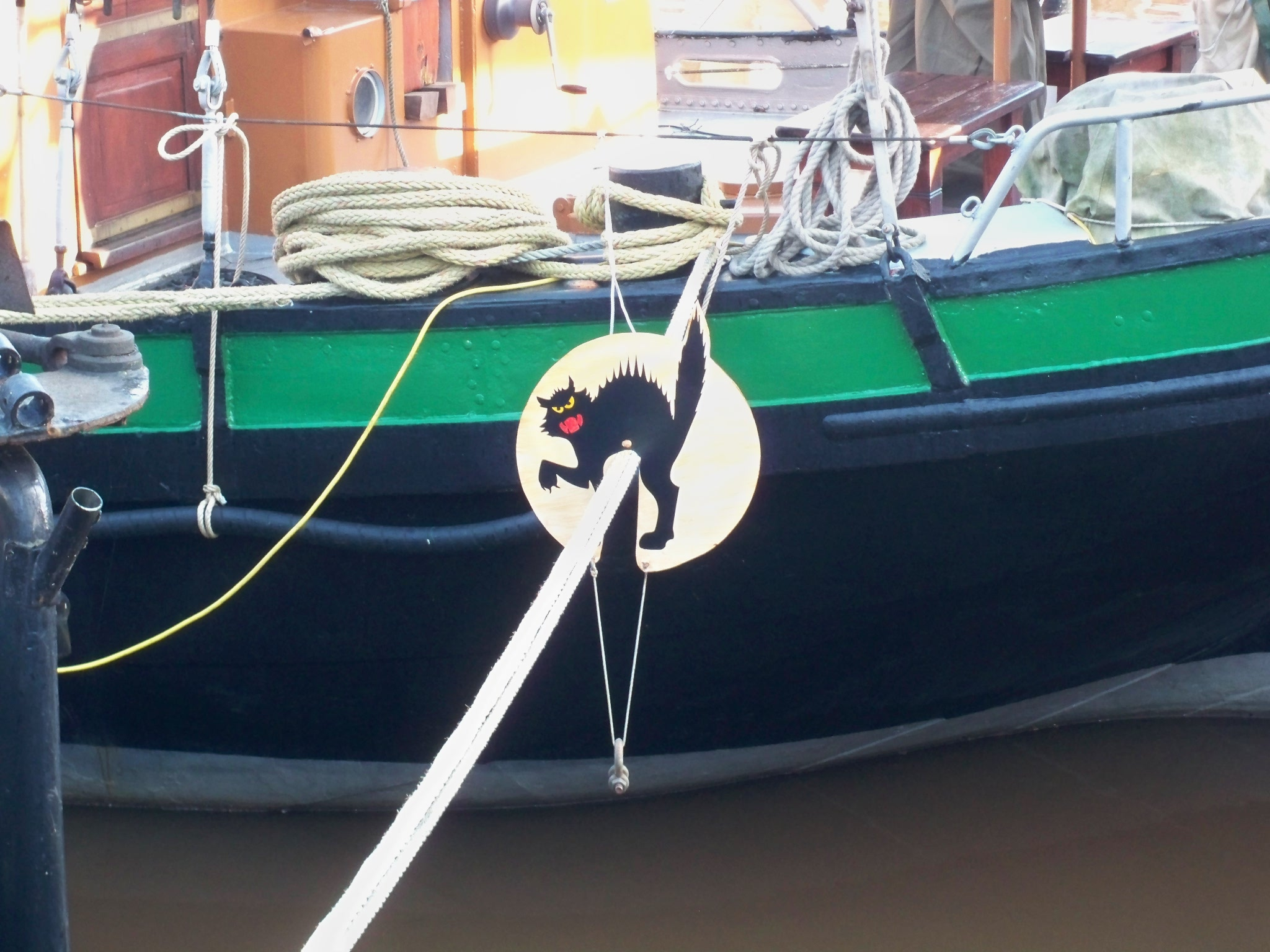
Een rattenschild met extra boodschap voor de rat

Een rattenschild is een voorziening die wordt aangebracht op uitstaande trossen van schepen, bedoeld om het aan boord klimmen van ongedierte te verhinderen. Het bestaat uit een plaat met een uitsparing aan de verzwaarde onderzijde, die over de tros wordt gehangen. Het wordt het meest gebruikt in de zeehavens door zeeschepen.   